# William Hely
William Lloyd Hely, CB, CBE, AFC (24 de agosto de 1909 – 20 de maio de 1970) foi um oficial militar da Real Força Aérea Australiana (RAAF). Formou-se no Real Colégio Militar, em 1930, antes de ser transferido para a RAAF como piloto cadete. Hely chamou a atenção do público em 1936–37, primeiro quando caiu num voo de pesquisa no Território do Norte e, mais tarde, quando empreendeu duas missões bem-sucedidas para localizar aeronaves desaparecidas nas mesmas proximidades. Os seus esforços de resgate fizeram com que fosse condecorado com a Cruz da Força Aérea. Depois de ocupar cargos de estado-maior durante os primeiros anos da Segunda Guerra Mundial, Hely foi nomeado Oficial Comandante da Asa N.º 72 na Nova Guiné Holandesa em maio de 1944. Mais tarde naquele ano formou a Asa N.º 84, comandando-a durante a campanha em Bougainville até ao final da Guerra do Pacífico.
Hely passou o período imediato do pós-guerra a desempenhar funções no quartel-general da RAAF, em Melbourne. De 1951 a 1953, serviu como Air Officer Commanding (AOC) do Comando da Área Ocidental em Perth, colocação após a qual foi nomeado Comandante da Ordem do Império Britânico. Foi Vice-chefe do Estado-Maior da Força Aérea de 1953 a 1956, AOC do Comando de Treino de 1956 a 1957 e Chefe do Estado-Maior dos Serviços Conjuntos Australianos em Washington, DC, de 1957 a 1960. Em seguida, serviu como Air Member for Personnel (AMP) por seis anos, com o seu mandato a coincidir com um aumento significativo a nível de recursos humanos devido aos compromissos australianos no Sudeste Asiático e às demandas de um importante programa de reequipamento. Tendo sido promovido a vice-marechal do ar interino em 1953 (substantivo em 1956), foi nomeado Companheiro da Ordem do Banho em 1964 pelo seu serviço como AMP. Aposentou-se da Força Aérea em 1966 e fixou residência em Camberra, onde faleceu em 1970 aos sessenta anos.

## Início de carreira

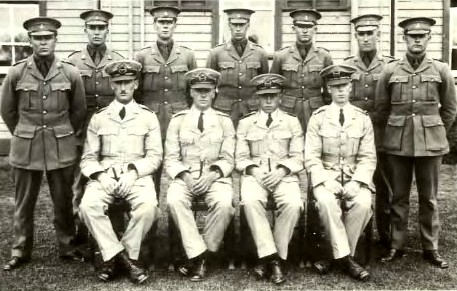
Piloto Hely (sentado, à esquerda) com outros ex-alunos de Duntroon que foram transferidos para a RAAF em dezembro de 1930, incluindo Bill Garing (de pé, à esquerda), Douglas Candy (de pé, no centro) e Alister Murdoch (de pé, à direita)

O terceiro filho de Prosper Frederick Hely, um lojista, e da sua esposa Alice (nascida Lloyd), William Lloyd (Bill) Hely nasceu no dia 24 de agosto de 1909 em Wellington, Nova Gales do Sul. Foi educado até ao Certificado Intermediário nas Escolas Públicas Mudgee, Wollongong e Rozelle, e na Fort Street High School, em Petersham. Deixando a escola em 1926, trabalhou como escriturário e estudou contabilidade nas horas vagas. A 16 de fevereiro de 1927, Hely ingressou no Real Colégio Militar, Duntroon, como um dos quatro cadetes patrocinados naquele ano pela Real Força Aérea Australiana (RAAF), que ainda não tinha o seu próprio colégio de treino e instrução de oficiais. Formou-se como tenente no dia 9 de dezembro de 1930, e no dia seguinte alistou-se na RAAF.
Além dos quatro graduados que a Força Aérea havia matriculado em 1927, as restrições orçamentais impostas durante a Grande Depressão exigiram a transferência de Duntroon para Point Cook de outros oito cadetes patrocinados pela RAAF que ainda estavam a meio do seu curso de quatro anos, incluindo Alister Murdoch, Bill Garing e Douglas Candy. Oficial piloto inicialmente classificado, Hely iniciou o seu curso de treino de voo na Base aérea de Point Cook, em Vitória, no dia 15 de janeiro de 1931, graduando-se a 10 de dezembro. As suas primeiras colocações como piloto em 1932 e 1933 foram para a Base aérea de Richmond, em Nova Gales do Sul, e para a Base aérea de Laverton, também em Vitória. Qualificando-se em fotografia aérea, serviu em Point Cook de 1933 a 1936. Mais tarde, seria transferido para o Esquadrão N.º 3 em Richmond, sendo promovido a tenente de voo.

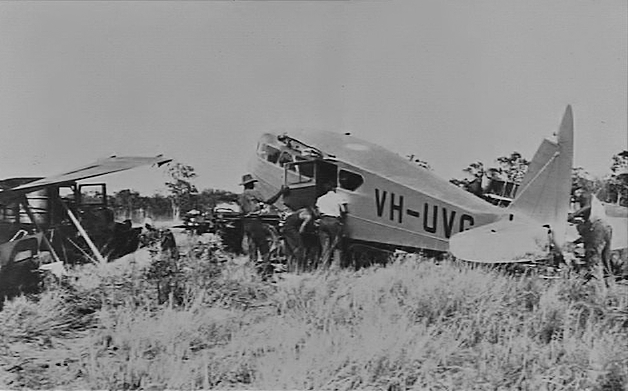
O Dragon Rapide do tenente de voo Hely que caiu no Território do Norte, 1936

Em abril de 1936, Hely assumiu o comando da Esquadrilha de Pesquisa do Norte da Austrália, do Esquadrão N.º 3, uma das duas esquadrilhas formadas pela força aérea naquele mês para realizar levantamentos fotográficos. Pilotando um bimotor de Havilland Dragon Rapide (número de série A3-2), Hely partiu de Richmond no dia 11 de abril para Port Hedland, que seria a base da esquadrilha para o trabalho inicial de pesquisa na Austrália Ocidental. Sobre o Território do Norte, entre Newcastle Waters e Wave Hill, perdeu-se em pleno voo, ficou sem combustível e teve que fazer uma aterragem forçado. Ele e a sua tripulação de dois elementos foram encontrados por aeronaves de busca da RAAF dez dias depois, a 22 de abril. The Argus relatou que houve "grandes temores" sobre a sua segurança, mas eles praticamente não ficaram feridos, com Hely a sofrer apenas cortes e escoriações na cabeça e na perna. A aeronave ficou seriamente danificada e teve que ser transportada de volta para Richmond em partes. Em fevereiro de 1937, Hely participou na busca por um avião Stinson desaparecido que acabou por ser encontrado em McPherson Range, Queensland, com cinco dos seus sete passageiros e tripulantes já falecidos.
Para o seu programa de levantamento aéreo de 1937, a RAAF formou a Esquadrilha de Comunicações e Pesquisa, sob o Esquadrão de Treino de Recrutas do Depósito de Aeronaves N.º 1, em Laverton no dia 3 de maio. A esquadrilha foi dividida em Destacamentos Aéreos Oeste e Leste, o primeiro sob o comando de Hely. Pilotando um Tugan Gannet, a primeira tarefa de Hely foi procurar o diretor de pesquisa Sir Herbert Gepp, cujo Rapide (A3-2, o mesmo que Hely pilotou no ano anterior) havia desaparecido num voo de inspeção no Território do Norte entre Tennant Creek e Tanimi. Hely localizou o Rapide no dia 23 de maio, tendo depois liderado uma equipa em terra que conseguiu limpar uma pista improvisada e permitir que Gepp e a sua equipa descolassem e retomassem a sua jornada. No dia 25 de setembro, Hely foi novamente desviado do seu trabalho de pesquisa para procurar um avião perdido, desta vez o de Havilland Gipsy Moth do médico voador Clyde Fenton, que havia desaparecido a nordeste de Newcastle Waters. Hely, mais uma vez pilotando o Rapide A3-2, encontrou o Moth três dias depois e aterrou para resgatar o médico. Fenton foi posteriormente citado como tendo dito: "Tenho apenas os maiores elogios pela maneira eficiente como Hely conduziu uma busca difícil e pela maneira hábil com que me localizou e me recuperou." Os esforços de resgate fizeram de Hely uma das figuras públicas mais conhecidas da RAAF. Completado o seu serviço na esquadrilha de pesquisa, serviu como ajudante, em Laverton, em 1938. Ele foi condecorado com a Cruz da Força Aérea no dia 9 de junho pelo "zelo e iniciativa na busca pelo grupo de Sir Herbert Gepp e mais tarde pelo Dr. Fenton quando perdido na Austrália Central". A 29 de novembro de 1938, casou-se com a secretária Jean McDonald na Igreja Anglicana de St. Aidan em Launceston, na Tasmânia; o casal teve duas filhas. Hely passou o ano seguinte na Grã-Bretanha a frequentar o Royal Air Force Staff College, Andover, e foi promovido a líder de esquadrão em setembro.

## Segunda Guerra Mundial

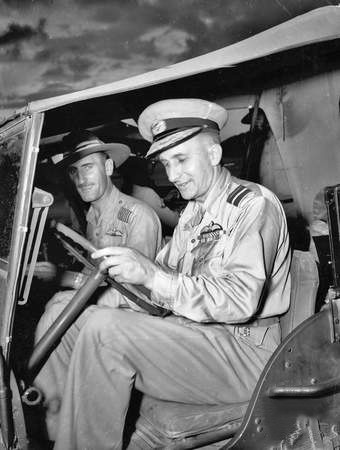
O capitão de grupo Hely (à esquerda) como Oficial Comandante da Asa N.º 84, com o Chefe do Estado-Maior da Força Aérea, o vice-marechal do ar George Jones, em Bougainville, em fevereiro de 1945

Com a eclosão da Segunda Guerra Mundial, Hely foi colocado na sala de operações do Comando Costeiro da RAF. No seu retorno à Austrália em janeiro de 1940, foi nomeado oficial de Estado-Maior do quartel-general da RAAF, em Melbourne. Em outubro, juntou-se ao vice-chefe do Estado-Maior da Força Aérea, o vice-marechal do ar Bill Bostock, como delegado a uma conferência de defesa em Singapura. O contingente australiano encontrou as forças locais mal preparadas para um ataque dos japoneses e recomendou aumentos significativos na capacidade aérea, tanto na Austrália quanto nas ilhas do Pacífico, para enfrentar a ameaça japonesa. Hely foi promovido a comandante de asa temporário em janeiro seguinte e foi o delegado graduado da RAAF numa série de conferências de estado-maior em Batávia e Singapura sobre a defesa das Índias Orientais Holandesas. Em agosto tornou-se Diretor de Operações no quartel-general da RAAF. A sua promoção a capitão de grupo interino foi anunciada a 17 de fevereiro de 1942. Dois dias depois, os japoneses bombardearam Darwin, no Território do Norte; Hely mandou circular um memorando no início do mês seguinte para todos os comandos sobre as lições aprendidas com o ataque. Ele foi enviado para Darwin em maio para ingressar no quartel-general do Comando da Área Noroeste como oficial sénior da equipa aérea e recebeu o posto temporário de capitão de grupo em janeiro de 1943. Hely regressou ao quartel-general da RAAF em março para se tornar no Diretor de Planos do Estado-Maior da Força Aérea.
Em maio de 1944, Hely assumiu o comando da Asa N.º 72 em Merauke, na Nova Guiné Holandesa, sucedendo ao capitão de grupo Allan Walters. Compreendendo esquadrões de caças e bombardeiros de mergulho, a asa foi estabelecida para realizar tarefas de defesa aérea e patrulha dentro e ao redor do oeste da Nova Guiné. Hely partiu de Merauke em setembro de 1944 para estabelecer uma formação de cooperação do exército, a Asa N.º 84, em Cairns, Queensland. Foi uma de duas asas formadas pela RAAF no teatro de guerra do sudoeste do Pacífico no final da Segunda Guerra Mundial. Elas eram, conforme descrito pela história oficial da RAAF no Pacífico, "essencialmente de caráter não ofensivo", responsáveis pelo reconhecimento, deteção de artilharia, distribuição de suprimentos para forças terrestres, pulverização de DDT para combater a malária e orientação de aeronaves de apoio aéreo próximo para os seus objetivos. A asa também poderia realizar os seus próprios ataques em "alvos de oportunidade". A Asa N.º 84 compreendeu o Esquadrão N.º 5, a Esquadrilha de Observações Aérea N.º 17, a Unidade de Comunidações N.º 10 (posteriormente renomeada Unidade Local de Apoio Aéreo N.º 10) e a Unidade de Base Operacional N.º 39. Desdobrou-se para Torokina em outubro para apoiar as tropas australianas durante a campanha de Bougainville. O Esquadrão N.º 5, equipado com aviões CAC Boomerang e Wirraway, foi designado para marcar alvos para os F4U Corsair da Real Força Aérea Neozelandesa. Entre dezembro de 1944 e janeiro de 1945, a asa perdeu um Auster, um Wirraway e um Boomerang em operações. Apesar da escassez de pilotos e equipamentos, a formação de Hely geralmente era capaz de acompanhar os requisitos do exército. No final de junho de 1945, havia realizado mais de 4000 missões.

## Carreira no pós-guerra

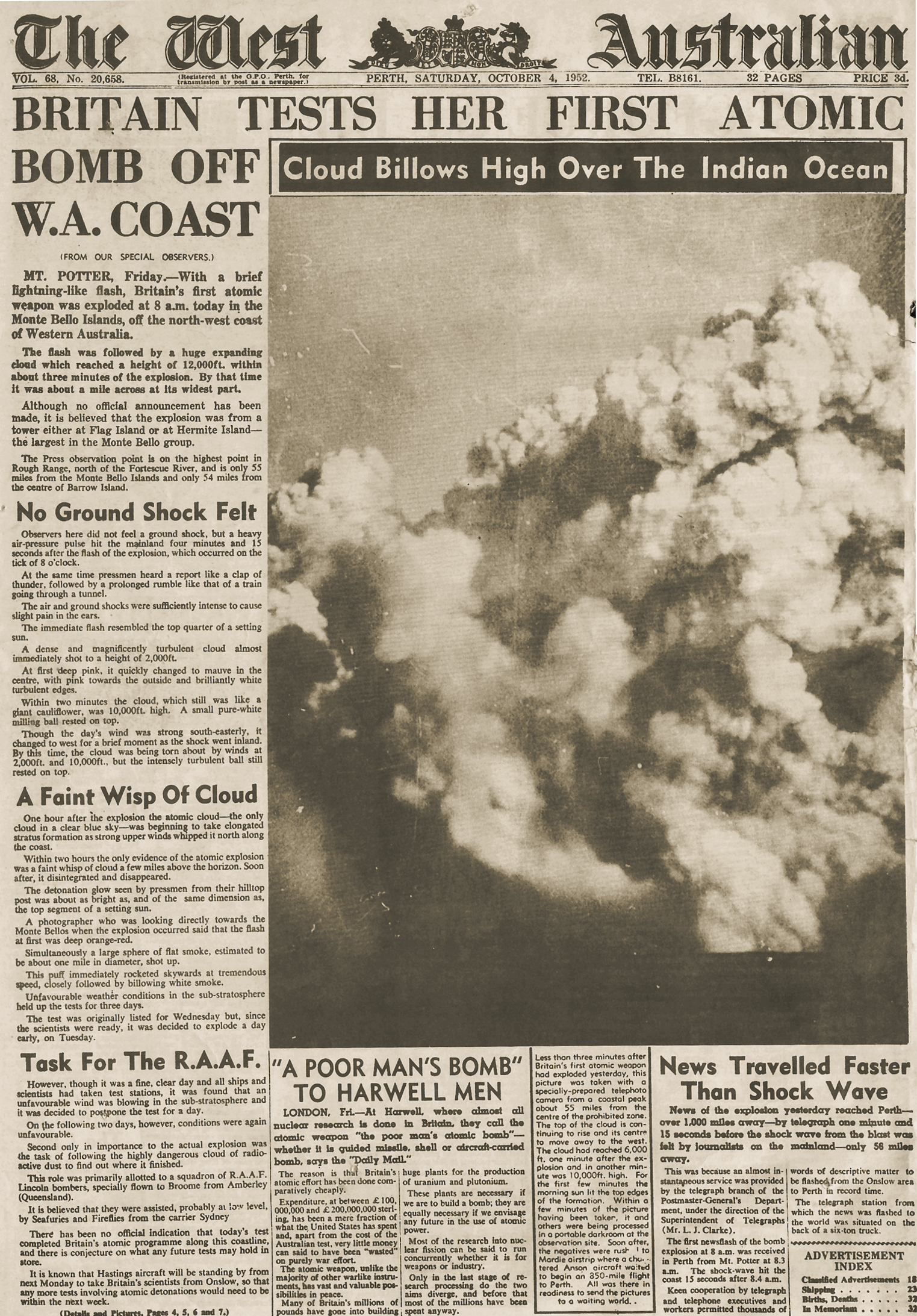
O comodoro do ar Hely coordenou o apoio da RAAF para o teste atómico britânico em Montebello, Austrália Ocidental, em 1952

Hely deixou o comando da Asa N.º 84 no dia 12 de agosto de 1945 e regressou ao quartel-general da RAAF em outubro. Ele estava nessa época entre um círculo de oficiais no nível de capitão de grupo, incluindo Val Hancock, Alister Murdoch e Bill Garing, designados pelo Conselho Aéreo Australiano para funções de liderança na RAAF do pós-guerra, que encolheria rapidamente com a desmobilização. No quartel-general da RAAF, Hely foi nomeado vice-diretor de Operações, cargo em que participou num comité para analisar propostas para a criação de um colégio de treino de oficiais, posteriormente estabelecido como RAAF College, em Point Cook. Juntamente com Hely, todos os oficiais associados ao exame da proposta eram ex-alunos de Duntroon, incluindo o vice-chefe do Estado-Maior da Força Aérea, comodoro do ar Frank Bladin, o diretor de postagens, capitão de grupo Murdoch e o diretor de treino, capitão de grupo Paddy Heffernan. Outro graduado de Duntroon, o comodoro do ar Hancock, tornou-se o primeiro comandante da faculdade. Hely foi nomeado Diretor de Organização e Funcionários em 1946. Em novembro daquele ano, tornou-se Diretor de Postagens. No ano seguinte, assumiu o cargo de Diretor de Serviços Pessoais, antes de partir para a Grã-Bretanha em dezembro de 1948 para estudar no Imperial Defense College, em Londres.
De volta a Melbourne, Hely serviu como vice do Air Member for Personnel a partir de janeiro de 1950. Em junho de 1951, foi nomeado ajudante de campo do rei George VI. Em setembro, foi nomeado Oficial Comandante do Comando da Área Ocidental, em Perth, assumindo o seu novo cargo em meados de outubro. Foi promovido a comodoro do ar interino em julho de 1952, tornando-se o Air Officer Commanding (AOC) da Área Ocidental. O seu posto tornou-se permanente em setembro e, no mesmo mês, foi nomeado ajudante de campo da rainha Isabel II. Entre as funções de Hely como AOC da Área Ocidental estava coordenar o apoio aéreo para o teste atómico britânico em Montebello em outubro de 1952, incluindo voos de abastecimento e observação pelos aviões Dakota da Asa N.º 86. Mais tarde, foi nomeado Comandante da Ordem do Império Britânico (CBE) nas Honras da Coroação da Rainha promulgadas a 1 de junho de 1953, pelo seu serviço de guerra e o seu trabalho durante o teste de Montebello. Em agosto, foi nomeado Vice-chefe do Estado-Maior da Força Aérea, com o posto interino de vice-marechal do ar, com vigência a partir de outubro, substituindo o vice-marechal do ar Hancock.
Entre outubro de 1953 e fevereiro de 1954, a RAAF passou por uma grande mudança organizacional, pois passou de um sistema de comando e controlo baseado na geografia para um baseado em funções, resultando no estabelecimento dos comandos Home (operacional), de Treino e de Manutenção. Ao mesmo tempo, o quartel-general da RAAF em Melbourne foi absorvido pelo Departamento Aéreo em Camberra. Hely foi Air Member for Personnel de 3 de janeiro a 7 de março de 1955, entre os mandatos dos vice-marechais do ar Val Hancock e Fred Scherger. No dia 24 de janeiro de 1956, tornou-se o AOC do Comando de Treino, substituindo o vice-marechal do ar Murdoch, e foi sucedido como vice-chefe do Estado-Maior da Força Aérea pelo vice-marechal do ar Douglas Candy. O posto de vice-marechal do ar de Hely tornou-se substantivo a 5 de setembro. Em janeiro de 1957, Point Cook aposentou os seus últimos instrutores do de Havilland Tiger Moth, sinalizando o fim da era dos biplanos na RAAF. Em maio daquele ano, Hely foi destacado para o Departamento de Defesa e enviado para Washington, DC, para chefiar a equipa australiana de serviços conjuntos. Ele foi sucedido como AOC do Comando de Treino pelo vice-marechal do ar Ian McLachlan.
Hely tornou-se Air Member for Personnel (AMP) a 28 de março de 1960, substituindo o AMP em funções, o comodoro do ar Frank Headlam. Responsável pelo Ramo de Pessoal da RAAF, o cargo de AMP ocupava um assento no Air Board, o órgão de controlo do serviço composto ppelos seus oficiais superiores e presidido pelo Chefe do Estado-Maior da Força Aérea (CAS). A força aérea expandiu-se muito durante o mandato de Hely como AMP, devido ao crescente compromisso da Austrália com a segurança do Sudeste Asiático e ao programa de rearmamento mais significativo que a RAAF empreendeu depois da Segunda Guerra Mundial. O seu estabelecimento permanente aumentou de cerca de 15 000 pessoas na década de 1950 para mais de 18 000 em 1966. O próprio Hely iniciou um esquema para atrair pessoal da Real Força Aérea, que estava a sofrer cortes, abrindo um escritório de recrutamento em Londres e aproveitando o esquema de passagem assistida do governo australiano para importar pessoal treinado, juntamente com as suas famílias. Ele foi nomeado Companheiro da Ordem do Banho (CB) nas Honras de Ano Novo de 1964 pelo seu "tratamento diplomático e cuidadoso dos assuntos de pessoal" e por ter "feito muito para melhorar o nível de pessoal da Força Aérea". Como AMP, Hely apresentou propostas para aumentar o número de oficiais de engenharia e equipamentos qualificados por diploma na força aérea. Ele também esteve intimamente envolvido em deliberações sobre o equilíbrio dos estudos académicos e militares na Academia da Força Aérea (anteriormente RAAF College), cujo resultado é considerado como tendo deixado o curso voltado para a ciência pura, em vez das suas aplicações no poder aéreo.

## Reforma
Hely deixou a força aérea no dia 24 de agosto de 1966, depois de quase quarenta anos no serviço militar. Foi sucedido no dia seguinte como AMP pelo vice-marechal do ar Candy. Na aposentadoria, Hely esteve integrado na filial de Camberra da Associação da Força Aérea. Hely faleceu devido a um cancro no dia 20 de maio de 1970, em Camberra. Sobrevivido por sua esposa e filhos, recebeu um funeral da força aérea na Igreja de São João Batista e foi cremado no Norwood Park Crematorium, Gungahlin. O evento oficial de luto incluiu o presidente do Comité de Chefes de Estado-Maior (CCOSC), general Sir John Wilton, o ex-marechal do ar do CCOSC, Sir Frederick Scherger, o secretário de defesa, Sir Arthur Tange, o marechal do ar do CAS Colin Hannah, o ex-marechal do ar do CAS, Sir Alister Murdoch, o vice almirante Sir Victor Smith, o vice marechal Brian Eaton, e o capitão de grupo John Waddy. As armas em Duntroon foram disparadas em saudação quando o cortejo deixou a igreja.